# ورا انیسیمووا
ورا انیسیمووا (روسی: Вера Васильевна Анисимова؛ زادهٔ ۲۵ مهٔ ۱۹۵۲) ورزشکار دو و میدانی اهل اتحاد جماهیر شوروی سوسیالیستی است.